# Boris Čižmek
Boris Čižmek (partizansko ime Bor), slovenski generalmajor, poveljnik Ljudske milice Socialistične republike Slovenije, * 16. november 1919, Novo mesto, † (?) 2008, (?).

## Življenje in delo
Že pred drugo svetovno vojno se je vključil v revolucionarno gibanje. 
Član Komunistične partije Slovenije je postal leta 1939. Dom Čižmekovih na Pobrežju je bil postojanka revolucionarnega gibanja v Mariboru. V narodnoosvobodilni borbi je bil sprva vodnik v Pohorski četi, nato politični komisar 1. štajerskega partizanska bataljona in Savinjskega odreda, 1943 politični komisar in namestnik političnega komisarja  ter komandanta 4. operativne cone, 1944–1945 komandant Zidanškove in 20. zaščitne brigade ter pomočnik načelnika Glavnega štaba Narodnoosvobodilne vojske in partizanskih odredov Slovenije. Po koncu vojne je deloval  v organih državne oziroma javne varnosti in bil tudi poveljnik milice za Slovenijo. Za udeležbo v NOB je prejel spomenico 1941.